# Gie Laenen
Guido (Gie) Laenen (Turnhout, 3 februari 1944) is een Belgisch Nederlandstalig jeugdauteur. Hij was ook jarenlang actief als producer en regisseur voor diverse theater- en radioprogramma's voor de jeugd. 
Laenen is meermaals veroordeeld voor zedenfeiten met minderjarigen. 

## Levensloop
Na zijn studies Nederlands en geschiedenis begon Laenen zijn loopbaan als leraar Nederlands aan het Klein Seminarie in Hoogstraten, waar hij gedurende zeven jaar werkte. In 1973 werd Laenen een eerste maal veroordeeld tot een gevangenisstraf van drie jaar, waarvan een jaar effectief, wegens zedenfeiten met 14 minderjarige leerlingen van deze school.
Dat strafblad belette hem niet om later voor de jeugdafdeling van het Mechels Miniatuur Teater te werken, producer te worden bij de VRT, onder meer voor het radioprogramma 't Koekoeksnest, en een succesvolle carrière uit te bouwen als jeugdauteur bij de Tieltse uitgeverij Lannoo. Laenen was ook een tijdlang redacteur van het tijdschrift voor kunstzinnige vorming Aldoende. De jeugdromans Leven overleven (1975) en Paultje, ze gaan weer vechten (1977) maakten in de jaren 1970 school. Ze maakten van Laenen een trendsettend jeugdschrijver. In een artikel in Leestekens van 1981 maakte Laenen duidelijk wat hij beoogde: "Ik schrijf dus voor jongeren, voor kinderen omdat ik met hen te doen heb, omdat ik een innige band met hen ontwikkelde, zonder voorbedachte rade. Het is een gegeven. Men heeft het onderwijs al ontdaan van erotiserende invloeden, laat men nu maar ver weg blijven van de vormingsschrijver, want het enige wat iemand voor kinderen en aanverwanten kan laten schrijven is zijn dagelijkse verbondenheid met hen, zoals men met mensen verbonden is die men lief heeft. En hoe men dat woord moet invullen, dat laat ik aan de mogelijkheden van ieder lezer over."
Op 11 maart 2005 werd hij in eerste aanleg door de correctionele rechtbank van Mechelen opnieuw veroordeeld tot een effectieve gevangenisstraf van zes jaar en een schadevergoeding van meer dan 2500 euro, omdat hij in de periode tussen 1978 en 2002, minstens 25 jongens tussen 11 en 16 jaar seksueel misbruikt heeft. Deze feiten werden gepleegd in zijn woning in de Leopoldstraat in Mechelen tijdens literaire sessies met de auteur. Voor het bezit van pornografisch materiaal werd hij vrijgesproken. Laenen ging in beroep maar op 15 december 2005 bevestigde het hof van beroep te Antwerpen zijn veroordeling van zes jaar gevangenisstraf. Daarna stapte Laenen dan naar het Hof van Cassatie dat op 2 mei 2006 het arrest verbrak. Daarom moet het hele proces voor een derde rechtbank overgedaan worden: op 30 april 2007 startte dit aan de rechtbank van Brussel. Ook zijn echtgenote, Maria (Mieke) Laenen-Martens, werd door de rechtbank veroordeeld wegens schuldig verzuim en kreeg hiervoor een gevangenisstraf van 12 maanden met uitstel. De rechtbank verweet haar dat zij had gezwegen toen zij had moeten spreken. Sinds de tweede veroordeling van Laenen in 2005, heeft de Uitgeverij Lannoo alle vermeldingen van haar jeugdauteur zonder nadere verklaring verwijderd op haar website.
De schrijver werd op 30 juni 2008 door het Brusselse hof van beroep veroordeeld tot een effectieve gevangenisstraf van vier jaar  nadat zijn raadsman cassatieverzoek aantekende tegen een vroegere veroordeling. De burgerlijke partijstellingen van een hele reeks van de slachtoffers zijn volgens de laatste uitspraak verjaard. Hij ging deze keer niet in beroep tegen het vonnis maar diende in augustus 2008 wel een genadeverzoek in, waardoor hij één jaar na het vonnis nog geen gevangenisstraf heeft uitgezeten. Dit genadeverzoek werd afgewezen. In juni 2009 ging hij naar de gevangenis. In april 2010 kwam hij na tien maanden reeds vrij onder toezicht met een enkelband. De advocaat van de slachtoffers wees erop dat de wet voor recidivisten nochtans eist dat zij minstens twee derde van hun straf uitzitten.

## Bekroningen
- 1975 - Wedstrijd Jeugdboek Gezinsleven voor Leven overleven
- 1977 - Referendumprijs voor het Kinderboek voor Paultje, ze gaan weer vechten: rondom de geschiedenis van een uitroeiingskamp
- 1979 - Eervolle vermelding van de Plantin-Moretusprijs voor het gebedenboek voor kinderen Zeg het maar
- 1985 - Prijs van de Kinder- en Jeugdjury voor het boek in Vlaanderen 10 t/m 12 jaar voor Het eiland
- 1989 - Prijs van de Kinder- en Jeugdjury voor het boek in Vlaanderen 10 t/m 12 jaar voor Spoken